# Calliaster corynetes
Calliaster corynetes är en sjöstjärneart som beskrevs av Fisher 1913. Calliaster corynetes ingår i släktet Calliaster och familjen ledsjöstjärnor.
Artens utbredningsområde är Filippinerna. Inga underarter finns listade i Catalogue of Life.